# Phaeophilacris matilei
Phaeophilacris matilei är en insektsart som beskrevs av Lucien Chopard 1969. Phaeophilacris matilei ingår i släktet Phaeophilacris och familjen syrsor. Inga underarter finns listade i Catalogue of Life.